# Адрія (траса)
| Назва              | Adria International Raceway                   |
| Відкриття          | 1995 рік (до цього з 1927 року вулична траса) |
| Місце розташування | Адрія, область Венеція, Італія                |
| К-сть поворотів    | 8 (3 правих, 5 лівих)                         |
| Довжина кола       | 2 702 м                                       |
| Головні події      | FIA GT,DTM                                    |

Adria International Raceway — стаціонарний автодром в Північній Італії поблизу Адрії (Венеція).
Довжина траси 2 702 метри, головна ж пряма має довжину 509 м, рух проводиться проти годинникової стрілки.
Автодром відомий своєю критою зоною паддоку.
Використовується для перегонів FIA GT, серії SuperStar та італійських автомото чемпіонатів. В 2003-04 та 2010 роках сюди навідувався ДТМ. А 2007 року тут відбулися нічні перегони FIA GT, траса освічувалася лише ліхтарями автомобілів-учасників та незначною кількістю прожекторів на даху піт-комплексу.